# Euoticus pallidus
El gálago elegante del norte (Euoticus elegantulus) es una especie de primate estrepsirrino perteneciente a la familia Galagidae.

## Distribución geográfica y hábitat
Se encuentra en Camerún, Nigeria y Guinea Ecuatorial (Fernando Poo). Habita en los bosques tropicales y secundarios.

## Estado de conservación
Se encuentra amenazado por la pérdida del hábitat ocasionada por la industria maderera.

## Subespècies
Se reconocen las siguientes:
- E. pallidus pallidus Gray, 1863, de Fernando Poo
- E. pallidus talboti Dollman, 1910, del continente.